# All Wound Up
All Wound Up é o primeiro álbum de estúdio da banda de hard rock Godsmack. Ele foi lançado independentemente pela EK Records em 28 de julho de 1997. O álbum foi eventualmente editado, aperfeiçoado e relançado como o primeiro álbum de estúdio da banda, Godsmack, com a faixa "Goin' Down" removida e a introdução "Get Up, Get Out!" foi colocada em sua própria faixa, intitulada "Someone in London". "Goin' Down" 
mais tarde apareceu na trilha sonora do filme Mission: Impossible II e no segundo álbum de estúdio da banda, Awake.
| Críticas profissionais                                                      | Críticas profissionais |
| Avaliações da crítica                                                       | Avaliações da crítica  |
| Fonte                                                                       | Avaliação              |
| --------------------------------------------------------------------------- | ---------------------- |
| Allmusic                                                                    | [ 1 ]                  |
| Esta tabela precisa de ser acompanhada por texto em prosa. Consulte o guia. |                        |

## Lista de faixas
1. "Moon Baby"
2. "Immune"
3. "Time Bomb"
4. "Keep Away"
5. "Situation"
6. "Stress"
7. "Bad Religion"
8. "Get Up, Get Out!"
9. "Now or Never"
10. "Going Down"
11. "Voodoo"

Bonus CD Newberry
1. "Whatever"

## Membros
- Sully Erna - vocal, guitarra, bateria
- Tony Rombola - lead guitarras, additional vocal
- Robbie Merrill - baixo
  - Joe D'arco - (primeiro baterista)
  - Tommy Stewart - (segundo baterista)